# Hays (entreprise)
 (février 2023).
Pour les articles homonymes, voir Hays.
Hays plc est un cabinet de recrutement d’origine britannique. Le groupe est coté à la Bourse de Londres depuis 1989 et il fait partie de l'indice FTSE 250.

## Histoire
La société est fondée en 1867 en tant qu’opérateur de quais et d’entrepôts sur la rive sud de la Tamise. Hays s'est ensuite développée dans différents secteurs d’activité tels que la distribution alimentaire et de produits chimiques, le stockage industriel ou bien encore l’acheminement postal professionnel. En 1986, le Groupe rachète une société spécialisée dans la gestion de personnel appelée Career Care Group, fondée par Denis Waxman. 
En 1987, un rachat de la société par les salariés, prévu de longue date, a été conclu. La société est entrée en bourse deux ans plus tard. Ronnie Frost a dirigé le Groupe de 1987 à 2001.
En mars 2003, Hays décide de se repositionner en tant que spécialiste du recrutement et cède toutes ses activités non essentielles, incluant ses opérations commerciales et logistiques. À la suite de ce repositionnement en tant que cabinet de recrutement, Denis Waxman devient PDG en juillet 2004. Il cède son siège à Alistair Cox en novembre 2007, puis à Dirk Hahn en 2023.[réf. nécessaire]

## Aujourd’hui
Hays plc est un cabinet de recrutement spécialisé comptant environ 11 100 dans 236 bureaux régionaux répartis dans 33 pays :[réf. nécessaire]

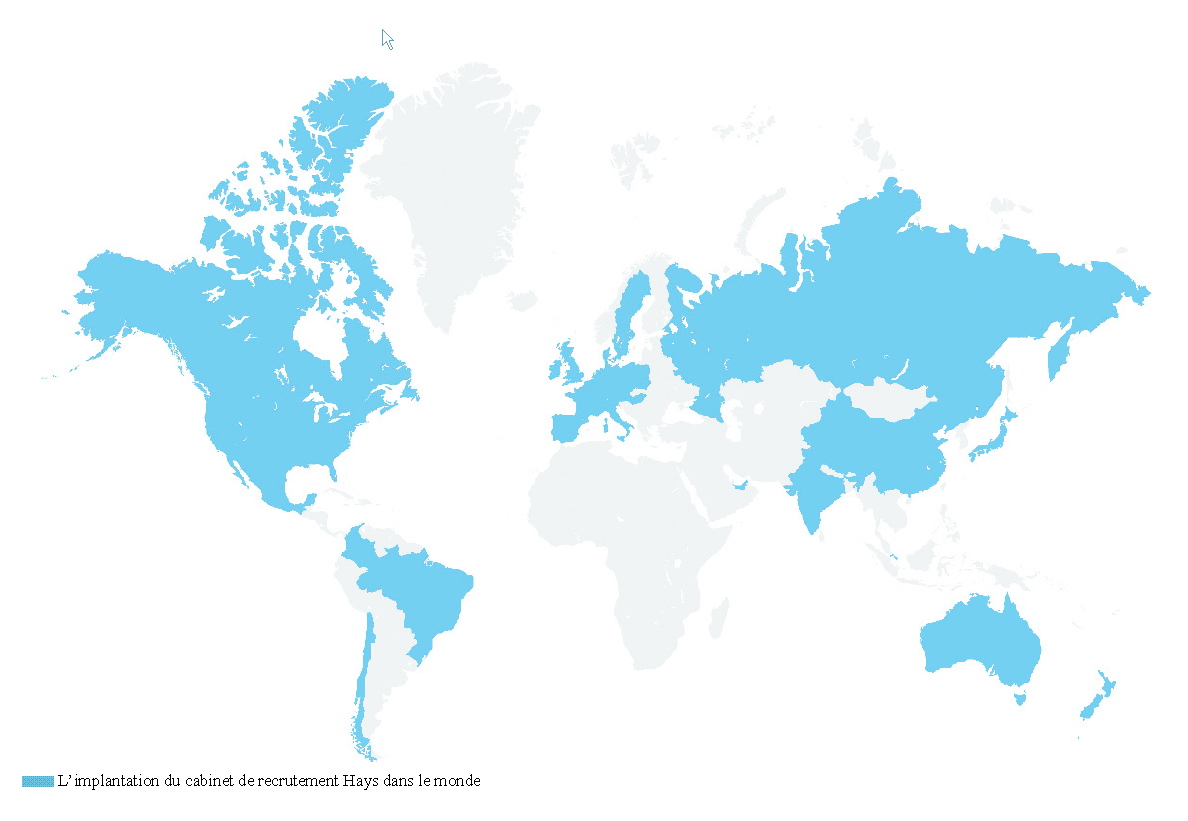
Implantation de Hays dans le monde.

- Amérique : Brésil, Canada, Chili, Colombie, États-Unis, Mexique
- Australasie : Australie, Chine, Émirats arabes unis, Inde, Japon, Malaisie, Nouvelle-Zélande, Singapour, Thaïlande
- Europe : Allemagne, Autriche, Belgique, Danemark, Espagne, France, Luxembourg, Hongrie, Irlande, Italie, Pays-Bas, Pologne, Portugal, République tchèque, Roumanie, Royaume-Uni, Suède, Suisse

## Hays France et Luxembourg
L’entité compte aujourd’hui plus de 1 200 salariés répartis au sein de 22 villes (Aix-en-Provence,  Amiens, Biarritz, Bordeaux, Clermont-Ferrand, Dijon, Grenoble, La Rochelle, Lille, Lyon, Montpellier, Nancy, Nantes, Nice, Paris, Reims, Rennes, Rouen, Strasbourg, Toulouse, Tours, Luxembourg) couvrant 26 spécialisations métiers et secteurs.
Hays identifie pour ses clients les collaborateurs qui correspondent le plus à leurs besoins, aussi bien pour le secteur privé que pour le secteur public, sur des postes en CDI, CDD, travail temporaire ou encore en contracting.